# Summer Island
Summer Island är en ö i Kanada.   Den ligger i territoriet Northwest Territories, i den nordvästra delen av landet, 4 100 km nordväst om huvudstaden Ottawa. Arean är 31 kvadratkilometer.
Terrängen på Summer Island är platt. Öns högsta punkt är 50 meter över havet. Den sträcker sig 7,4 kilometer i nord-sydlig riktning, och 8,0 kilometer i öst-västlig riktning.
Trakten runt Summer Island består i huvudsak av gräsmarker.